# Hạt phi khối lượng
Trong vật lý hạt, một hạt phi khối lượng là một hạt cơ bản có khối lượng bất biến bằng không. Hai hạt không khối lượng đã biết là cả boson: photon (chất mang điện từ) và gluon (chất mang lực mạnh). Tuy nhiên, các gluon không bao giờ được quan sát dưới dạng các hạt tự do, vì chúng là giam hãm trong các hadron. Các neutrino ban đầu được cho là phi khối lượng. Tuy nhiên, vì neutrino thay đổi hương khi chúng di chuyển, nên ít nhất hai trong số các loại neutrino phải có khối lượng. Việc phát hiện ra hiện tượng này, được gọi là dao động neutrino, dẫn đến nhà khoa học người Canada Arthur B. McDonald và nhà khoa học Nhật Bản Takaaki Kajita chia sẻ năm 2015 giải Nobel Vật lý.
| Tên      | Ký hiệu | Phản hạt | Điện tích (e) | Spin | Tương tác qua trung gian | Tồn tại       |
| -------- | ------- | -------- | ------------- | ---- | ------------------------ | ------------- |
| Photon   | γ       | Tự nó    | 0             | 1    | Điện từ                  | Xác nhận      |
| Gluon    | g       | Tự nó    | 0             | 1    | Tương tác mạnh           | Xác nhận      |
| Graviton | G       | Tự nó    | 0             | 2    | Trọng lực                | Chưa xác nhận |